# Horisontti (Helsinki)
Horisontti est une tour d'habitation construite dans le quartier Kalasatama d'Helsinki en Finlande.

## Description
Horisontti est une tour de 111 mètres de haut en construction. 
Elle fera partie du complexe Redi, qui comprend les tours Majakka, Loisto, Lumo One et Visio déjà achevées, ainsi que les tours Kartta, Luotsi et Kapteeni en projet. 
Horisontti est construite dans le coin nord-ouest du centre commercial Redi, à côté de Lumo One.
Classée dans la catégorie  gratte-ciel, Horisontti est une tour de bureaux qui deviendra, a son achevement, le plus haut immeuble de bureaux de Finlande. 
Parmi les tours de Kalasatama, Horisontti est la seule pour laquelle des espaces de bureaux sont prévus. 
Un restaurant paysager ouvert et un ascenseur avec vue seront implantés au 24ème étage.
Horisontti a reçu son permis de construire en septembre 2019 et la construction a commencé en mai 2023.
La structure à ossature est identique à celle des tours voisines Lumo One et Visio. 
L'entreprise SRV-yhtiöt est responsable du projet.
SRV-yhtiöt transférera ses propres bureaux de la région de la capitale à Horisontti une fois le bâtiment terminé.

## Galerie

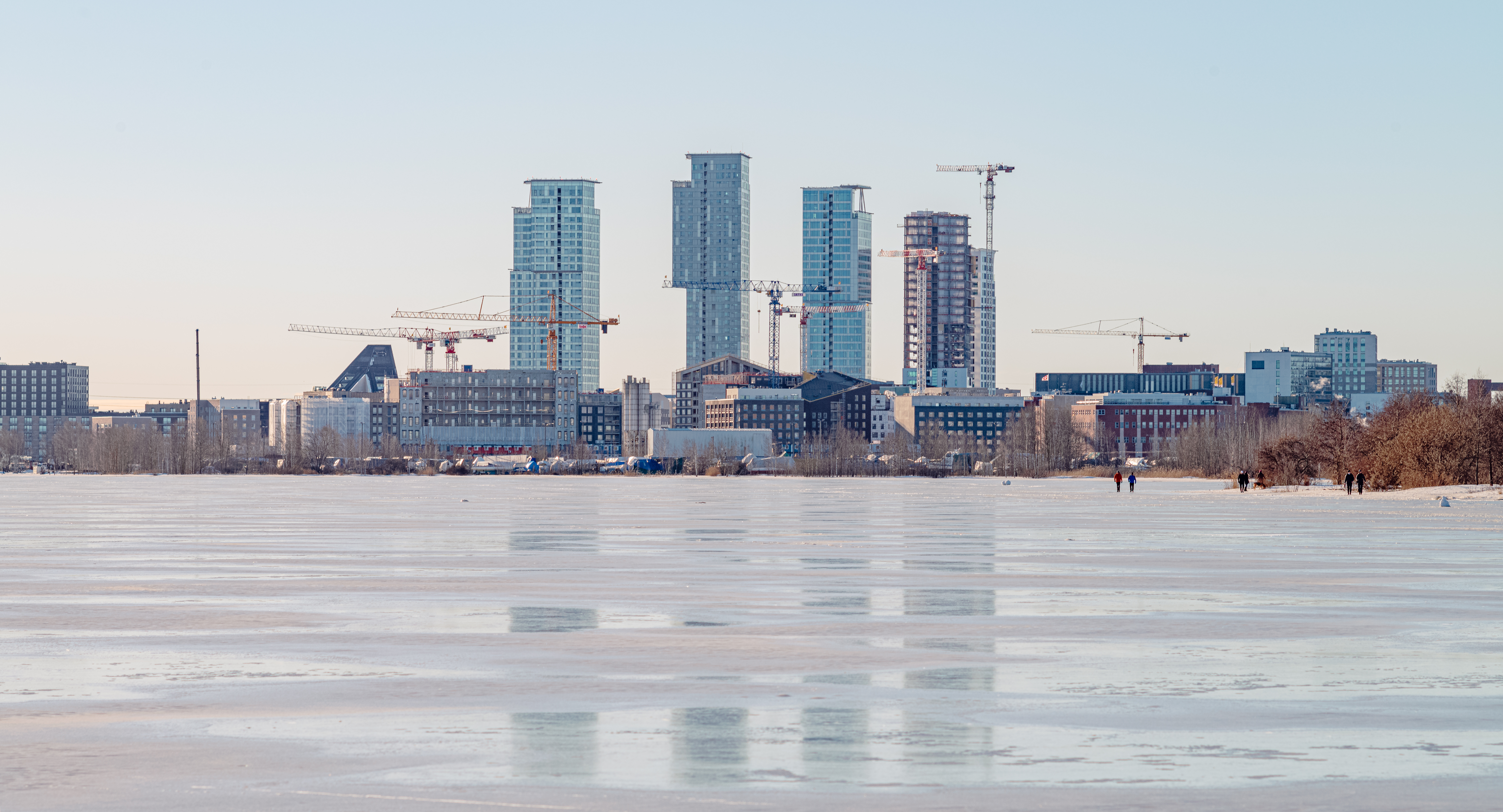
Kalasatama en février 2024.